# 남양주 수진사 현수제승법수
현수제승법수(賢首諸乘法數)는 대한민국 경기도 남양주시 호평동, 수진사에 있는 조선시대의 불경이다. 2009년 2월 9일 경기도의 유형문화재 제219호로 지정되었다.

## 개요
임진왜란 이전인 1500년에 판각되어 그 직후에 간행된 판본으로 동일한 서적이 대학도서관을 제외하고 민간에 2곳에만 소장되고 있는 것으로 매우 희귀한 서적으로 인정된다.

## 같이 보기
- 현수제승법수

## 참고 문헌
- 현수제승법수 - 국가유산청 국가유산포털